# Ханенкамм
Ханенкамм (нем. Hahnenkamm) — гора в Австрии, находится в земле Тироль к юго-западу от города Кицбюэля. Относится к хребту Кицбюэльские Альпы. Высота её вершины составляет 1712 м над уровнем моря. С 1929 года гора связана с городом Кицбюэль канатной дорогой Ханенкаммбан. Название Ханенкамм переводится с немецкого как гребень петуха.

## Горнолыжный спорт
Ханенкамм является частью горнолыжного курорта Китцбюэль. Здесь проводится ежегодный Кубок мира по горным лыжам Ханенкаммреннен (Hahnenkammrennen). На горе расположена знаменитая трасса Штрайф скоростного спуска, которая считается одной из сложнейших в мире. Длина трассы составляет 3312 м, стартовая точка находится на высоте 1665 м а финиш — на высоте 805 м. На финише лыжники развивают скорость до 150 км/ч.
По некоторым сведениям, горнолыжные соревнования с международным участием проводились здесь ещё в XIX веке. Официальные же соревнования Ханенкаммреннен по горнолыжному спорту проводятся здесь с 1931 года. С 1959 года гонка транслируется австрийским телевидением. С 1967 года эти соревнования проводятся в рамках кубка мира. По традиции, они проходят в начале третьей декады января. Несколько раз соревнования отменялись из-за отсутствия снега. С 1993 года трасса оборудована снежными машинами. Несмотря на сложность трассы, за всё время проведения соревнований здесь не было ни одно случая гибели спортсмена, хотя травмы не являются редкостью.
Победитель в горнолыжной комбинации носил до 2013 года официальный титул «Победитель Ханенкамма».
В настоящее время проводятся соревнования в следующих дисциплинах:
- Скоростной спуск на трассе Штрайф
- Супергигант на трассе Штрайф со стартом на Штрайфальме
- Слалом на трассе Ганслерханг